# Jool
Jool est un jeu vidéo de plates-formes développé et édité par Rostlaub, sorti en 2013 sur iOS.

## Système de jeu
Jool est un jeu de plate-forme de type runner dont les graphismes mignons contrastent avec des morts gores en cas de game over.

## Accueil
- Canard PC : 8/10[1]
- Jeuxvideo.com : 8/20[2]
- Pocket Gamer : 6/10[3]